# Huntingdon (Tennessee)
Pour les articles homonymes, voir Huntingdon.
Huntingdon est une ville du comté de Carroll dans l'État du Tennessee aux États-Unis.
La population était de 4 349 habitants en 2000.